# Ткалич, Татьяна Михайловна
Татьяна Михайловна Ткалич (укр. Тетяна Михайлівна Ткаліч; род. 30 мая 1975, Гребёнка, Полтавская область) — украинская легкоатлетка, специалистка по бегу на короткие дистанции. Выступала на профессиональном уровне в 1994—2004 годах, чемпионка Украины, победительница и призёрка ряда крупных международных стартов, участница летних Олимпийских игр в Афинах.

## Биография
Татьяна Ткалич родилась 30 мая 1975 года в городе Гребёнка Полтавской области Украинской ССР. Впоследствии постоянно проживала в Харькове и на соревнованиях представляла Харьковскую область.
Первого серьёзного успеха на международном уровне добилась в сезоне 1994 года, когда вошла в состав украинской сборной и выступила на юниорском мировом первенстве в Лиссабоне, где в зачёте бега на 200 метров выиграла бронзовую медаль.
В 1996 году в той же дисциплине выиграла бронзовую медаль на чемпионате Украины в Киеве.
В 1998 году вновь была третьей на чемпионате Украины в Киеве.
На чемпионате Украины 1999 года завоевала серебряную и золотую награды в дисциплинах 100 и 200 метров соответственно.
В 2001 году в дисциплине 200 метров выиграла зимнее национальное первенство во Львове и летнее национальное первенство в Киеве.
В 2002 году стала серебряной призёркой на чемпионате Украины в Донецке, в эстафете 4×100 метров была четвёртой на Кубке Европы в Анси и пятой на чемпионате Европы в Мюнхене.
В 2003 году в беге на 100 метров отметилась победами на международных стартах в Дортмунде и Гданьске, взяла бронзу на чемпионате Украины в Киеве. В эстафете 4×100 метров показала четвёртый результат на чемпионате мира в Париже.
В 2004 году заняла третье место в эстафете 4×100 метров на Кубке Европы в Быдгоще, второе место в 100-метровой дисциплине на чемпионате Украины в Ялте. Благодаря череде успешных выступлений удостоилась права защищать честь страны на летних Олимпийских играх в Афинах — бежала 100 метров и эстафету 4×100 метров, в обоих случаях не смогла пройти дальше предварительного квалификационного этапа. После афинской Олимпиады завершила спортивную карьеру.